# Unidad estratégica de negocio
Una unidad estratégica de negocio es un conjunto de actividades dentro de las desarrolladas por una empresa para las cuales puede establecerse una estrategia común y diferente a las del resto de actividades de la empresa; es un lugar común donde se llevan a cabo actividades y acciones con un propósito o misión. Esta estrategia es autónoma del resto, pero no totalmente independiente pues todas las estrategias de las distintas unidades estratégicas de negocio se encuadran dentro de la estrategia global de la empresa.
La misión de la UEN,  alimenta a su vez, el propósito o misión de la organización, buscando la excelencia, la mayor rentabilidad y como supra, el beneficio de los accionistas.
Cuando una empresa está dividida en UEN, la toma de decisiones pasa por definir claramente las estrategias en cada una de ellas.
La estrategia de cada Unidad Estratégica de Negocios (UEN) es autónoma, pero no independiente de las otras UEN, ya que se integran en una misma estrategia de la empresa.
El concepto fue utilizado por primera vez en la década de 1960 debido al alto grado de diversificación que había alcanzado la empresa General Electric, lo que la llevó a distinguir áreas dentro de la empresa en las que poder definir estrategias específicas.